# Liu Ye (Schauspieler)

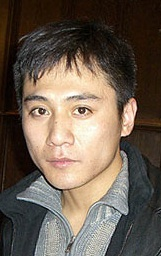
Liu Ye (2007)

Liu Ye (chinesisch 劉燁 / 刘烨, Pinyin Liú Yè; * 23. März 1978 in Jilin) ist ein chinesischer Schauspieler.

## Leben
Liu Ye ist ein chinesischer Filmschauspieler, der eine der führenden Rollen im Film Balzac und die kleine chinesische Schneiderin innehatte. 2011 spielte er die Hauptrolle gemeinsam mit Shu Qi in der romantischen Tragikomödie A Beautiful Life.

## Filmografie (Auswahl)
- 1997: The Magical Portrait
- 1999: Postmen in the Mountains
- 2000: Team Spirit
- 2001: Lan Yu
- 2001: Hua Er Nu Fang
- 2002: Sky Lovers
- 2002: Balzac und die kleine chinesische Schneiderin
- 2003: The Foliage
- 2003: Sudden Lover
- 2003: Purple Butterfly
- 2003: The Floating Landscape
- 2004: Assassinator Jing Ke
- 2004: Jasmine Women
- 2005: The Ghost Inside
- 2005: Mob Sister
- 2005: Mini
- 2005: The Promise
- 2006: Der Fluch der goldenen Blume
- 2007: Dark Matter
- 2007: Blood Brothers
- 2008: Underdog Knight
- 2008: Connected
- 2009: City of Life and Death – Das Nanjing Massaker
- 2009: Tie Ren
- 2009: The Founding of a Republic
- 2009: Lan
- 2010: Driverless
- 2010: Color Me Love
- 2011: A Beautiful Life
- 2011: The Founding of a Party
- 2011: He-Man
- 2015: Saving Mr. Wu